# Vassens
Vassens é uma comuna francesa na região administrativa de Altos da França, no departamento de Aisne. Estende-se por uma área de 9,87 km². Em 2010 a comuna tinha 150 habitantes (densidade: 15,2 hab./km²).